# Kate Lester
Kate Lester, nata Sarah Cody (Shouldham Thorpe, 12 giugno 1857 – Hollywood, 12 ottobre 1924), è stata un'attrice inglese.
Morì in un tragico incidente nei teatri di posa dell'Universal.

## Biografia
Nata nel 1857 a Shouldham Thorpe, nella contea di Norfolk, Kate Lester apparteneva a una famiglia molto nota, le cui origini conosciute risalgono a oltre cinquecento anni fa. Discendeva da Sir William Butts, il medico di Enrico VIII, personaggio che appare anche nel dramma di Shakespeare, Enrico VIII e il cui ritratto si trova alla National Gallery di Londra. Kate crebbe a New York, dove frequentò le scuole più esclusive e, come si usava all'epoca, studiò anche arti drammatiche dopo aver terminato gli studi regolari. Suo maestro fu uno dei più noti attori del momento, il commediografo irlandese Dion Boucicault (1822-1890).
Kate Lester fu una delle più belle attrici dei palcoscenici teatrali di fine Ottocento. In seguito, divenuta una donna matura, passò a ruoli di contorno, molte volte in parti materne, debuttando nel 1916 anche nel cinema.

### La morte
Kate Lester morì nel 1924 in seguito alle ferite riportate in un incendio che si sviluppò nel suo camerino negli studi dell'Universal, incendio dovuto a un'esplosione, probabilmente a causa di una fuga di gas. Il personale dello studio dovette sfondare la porta per soccorrerla: l'attrice era incosciente e morì all'ospedale dove era stata ricoverata con ustioni alla testa, alle mani e nella parte superiore del corpo.

## Filmografia
La filmografia - basata su IMDb - è completa.
- Molly Make-Believe, regia di J. Searle Dawley (1916)
- Destiny's Toy, regia di John B. O'Brien (1916)
- The Reward of Patience, regia di Robert G. Vignola (1916)
- The Social Secretary, regia di John Emerson (1916)
- The Kiss, regia di Dell Henderson (1916)
- A Coney Island Princess, regia di Dell Henderson (1916)
- The Fortunes of Fifi, regia di Robert G. Vignola (1917)
- God's Man, regia di George Irving (1917)
- Darkest Russia, regia di Travers Vale (1917)
- Nell'ingranaggio (To-Day), regia di Ralph Ince (1917)
- The Divorce Game, regia di Travers Vale (1917)
- Betsy Ross, regia di George Cowl, Travers Vale (1917)
- Adventures of Carol, regia di Harley Knoles (1917)
- The Good for Nothing, regia di Carlyle Blackwell (1917)
- The Volunteer, regia di Harley Knoles (1917)
- The Unbeliever, regia di Alan Crosland (1918)
- Broken Ties, regia di Arthur Ashley (1918)
- His Royal Highness, regia di Carlyle Blackwell (1918)
- The Way Out, regia di George Kelson (1918)
- The Cross Bearer, regia di George Archainbaud (1918)
- The Reason Why, regia di Robert G. Vignola (1918)
- The Heart of a Girl, regia di John G. Adolfi (1918)
- The Golden Wall, regia di Dell Henderson (1918)
- Doing Their Bit, regia di Kenean Buel (1918)
- Little Women, regia di Harley Knoles (1918)
- Nido d'amore (The Love Net), regia di Tefft Johnson (1918)
- The Crook of Dreams, regia di Oscar Apfel (1919)
- The Hand Invisible, regia di Harry O. Hoyt (1919)
- A Man and His Money, regia di Harry Beaumont (1919)
- Carnevale di sangue (The Stronger Vow), regia di Reginald Barker (1919)
- The Crimson Gardenia, regia di Reginald Barker (1919)
- The Solitary Sin, regia di Frederick Sullivan (1919)
- The City of Comrades, regia di Harry Beaumont (1919)
- Through the Wrong Door, regia di Clarence G. Badger (1919)
- Upstairs, regia di Victor Schertzinger (1919)
- Lord and Lady Algy, regia di Harry Beaumont (1919)
- Bonds of Love, regia di Reginald Barker (1919)
- The Gay Lord Quex, regia di Harry Beaumont (1919)
- The Cup of Fury, regia di T. Hayes Hunter (1920)
- The Paliser Case, regia di William Parke (1920)
- The Woman in Room 13, regia di Frank Lloyd (1920)
- Simple Souls, regia di Robert Thornby (1920)
- Stop Thief, regia di Harry Beaumont  (1920)
- Earthbound, regia di T. Hayes Hunter (1920)
- Ufficiale 666 o Chi sarà il ladro (Officer 666), regia di Harry Beaumont (1920)
- Made in Heaven, regia di Victor Schertzinger (1921)
- Don't Neglect Your Wife, regia di Wallace Worsley (1919)
- Oh Mary Be Careful, regia di Arthur Ashley (1921)
- Dangerous Curve Ahead, regia di E. Mason Hopper (1921)
- The Hole in the Wall, regia di Maxwell Karger (1921)
- The Beautiful Liar, regia di Wallace Worsley (1921)
- Fourteenth Lover, regia di Harry Beaumont (1922)
- Rose o' the Sea, regia di Fred Niblo (1922)
- A Tailor-Made Man, regia di Joseph De Grasse (1922)
- La duchessa di Langeais (The Eternal Flame), regia di Frank Lloyd (1922)
- Remembrance, regia di Rupert Hughes (1922)
- One Week of Love, regia di George Archainbaud (1922)
- Lo sciacallo (Quincy Adams Sawyer), regia di Clarence G. Badger
- The Glorious Fool, regia di  E. Mason Hopper (1922)
- Gimme, regia di Rupert Hughes (1923)
- Can a Woman Love Twice?, regia di James W. Horne (1923)
- The Fourth Musketeer, regia di William K. Howard (1923)
- Modern Matrimony, regia di Lawrence C. Windom (1923)
- Her Accidental Husband, regia di Dallas M. Fitzgerald (1923)
- The Love Trap, regia di John Ince (1923)
- Il gobbo di Notre Dame (The Hunchback of Notre Dame), regia di Wallace Worsley (1923)
- The Wild Party, regia di Herbert Blaché (1923)
- The Marriage Market, regia di Edward J. Le Saint (1923)
- The Rendezvous, regia di Marshall Neilan (1923)
- The Satin Girl, regia di Arthur Rosson (1923)
- Black Oxen, regia di Frank Lloyd (1923)
- Leave It to Gerry, regia di Arvid E. Gillstrom (1924)
- The Goldfish, regia di Jerome Storm (1924)
- Beau Brummel, regia di Harry Beaumont (1924)
- The Beautiful Sinner, regia di W. S. Van Dyke (1924)
- La moglie del centauro (The Wife of the Centaur), regia di King Vidor (1924)
- Il prezzo del potere (The Price of Pleasure), regia di Edward Sloman (1925)
- Raffles, regia di King Baggot (1925)
- The Meddler, regia di Arthur Rosson (1925)

## Spettacoli teatrali
- A Fool of Fortune (Broadway, 30 novembre 1896)
- A Stranger in a Strange Land (Broadway, 25 settembre 1899)
- The Price of Peace (Broadway, 21 marzo 1901)
- Life (Broadway, 31 marzo 1902)
- Hearts Aflame (Broadway, 8 settembre 1902)
- The Cavalier (Broadway, 8 dicembre 1902)
- Harriet's Honeymoon (Broadway, 4 gennaio 1904)
- The Duke of Killicrankie (Broadway, 5 settembre 1904)
- Cashel Byron (Broadway, 8 gennaio 1906)
- Brown of Harvard (Broadway,  26 febbraio 1906)
- Mrs. Bumpstead-Leigh (Broadway,  3 aprile 1911)